# 2021年ミャンマークーデター
2021年ミャンマークーデター（2021ねんミャンマークーデター）は、2021年2月1日にミャンマーにおいて同国国軍が企図したクーデターである。
この結果、軍出身のミンスエ第一副大統領が暫定大統領となり、憲法417条の規定に基づいて期限を1年間とする非常事態宣言を発出し、国軍が政権を掌握した。また、ミン・アウン・フライン国軍総司令官に司法を含む全ての権力が委譲され、事実上の国家指導者となったことを国営テレビを通じて、ミャンマー国軍が一方的に宣言した。
クーデター前に国民民主連盟（NLD）政権の実質的な指導者であったアウンサンスーチーは拘束され、無線機の不法輸入などの容疑で訴追された。
国軍に対抗して、NLD所属の一部議員らが臨時政府に相当する「連邦議会代表委員会（CRPH）」、さらに「国民統一政府（NUG）」を設立。少数民族とともに抵抗運動を続けている。ミャンマー国内外では抗議デモなどが行われ、これを国軍側が弾圧しているほか、少数民族に対しては空爆も加えている。

## 背景
2020年11月8日に執行されたミャンマー連邦議会の総選挙では、与党・国民民主連盟（NLD）が前回・2015年の選挙を上回る396議席を獲得し、改選議席476議席のうち8割以上を占める結果となった。しかし、アウンサンスーチー政権の最大の課題と位置づけられていた少数民族武装勢力との和平協議に進展はなく、事前予測ではNLDの苦戦も予想されていた。
また、総選挙の実施についても、新型コロナウイルス感染症が大流行している最中の執行となったため、国軍系の野党・連邦団結発展党（USDP）からは国民の安全が確保されないという理由から選挙の延期が主張されていた。また街頭演説が制限されたことは与党に有利に働くと見られていた。
さらに西部ラカイン州に住む多数のロヒンギャは不法移民として選挙権が認められなかったほか、少数民族政党が地盤とする一部地域の投票が治安上の問題を理由に取り消されたため、100万人以上が投票権を剥奪された。国際社会からは総選挙自体は平和的に行われたことが評価された一方、恣意的な投票取りやめが批判されるなど、選挙の公正性をめぐって懸念の声が挙がった。
敗北を喫した国軍とUSDPは総選挙に不正があったとして抗議を行い、軍の支持者からは選挙の調査を求める声が挙がった。軍は1月26日にクーデターを示唆し緊張が高まったが、選挙管理委員会は総選挙が公正かつ透明に行われたとの見解を発表したほか、国際連合やアメリカ合衆国、欧州連合（EU）は選挙結果の尊重をミャンマー軍に呼び掛けた。
1月28日には政府と軍の間で事態打開に向けた話し合いがもたれ、その中で軍は票の再集計や議会の開会を延期するよう求めたが、政府側は拒否した。1月30日には憲法遵守を約束したものの、議会開会前日の1月31日には総選挙で1050万件を超える不正があった可能性を主張し、また総選挙後初の議会が2021年2月1日に開会されることにも反対した。
ミャンマーの憲法改正には上下両院の議席の4分の3を超える賛成が必要であるが、両院の25%を軍の指名議員とする規定があり、2020年3月の議会ではNLDの提出した国軍の影響を弱める憲法改正案の大半が軍人議員の反対により妨げられた経緯がある。

## 推移
2021年2月1日未明、国軍はウィンミン大統領、アウンサンスーチー国家顧問、NLD幹部、NLD出身の地方政府トップら45人以上の身柄を拘束。ウィン・ミン大統領とアウンサンスーチー国家顧問は首都ネピドーにあるそれぞれの自宅に軟禁された。
軍出身のミンスエ第一副大統領が大統領代行（暫定大統領）に就任し、憲法417条の規定に基づいて期限を1年間とする非常事態宣言の発出を命じる大統領令に署名し、国軍が政権を掌握。また、ミン・アウン・フライン国軍総司令官に立法、行政、司法の三権が委譲されミン・アウン・フラインは直ちに国家行政評議会を設立し、その長である国家行政評議会議長に就任した。旧政権の閣僚24人は全員が解任され、新たに11人の閣僚が任命された。
2月16日、国軍のゾー・ミン・トゥン報道官がクーデター後初となる記者会見を開き、ミャンマー全土で連日続く反軍事政権デモについて「デモが攻撃的、暴力的になっている」と批判した。
クーデター政権は新しい外相を任命して前職のアウンサンスーチーを解任するとともに、彼女が就いていた国家顧問を2月19日付けで廃止した。一方で、NLD政権の一部閣僚を2月23日に解放した。
2月26日、NLD政権時代に任命されたチョー・モー・トゥン国連大使が、国連総会でクーデターを起こした国軍を名指しで批難する演説を行い、演説の途中で独裁への抵抗を示す三本指を掲げた。これを受けて軍事政権は直ちにチョー・モー・トゥンを罷免したが、国際連合や国際社会の多くはクーデターによる政権交代が国連に通報されていないこともあって軍事政権による解任を認めず、引き続き彼を国連大使として認めている。
3月2日、ヤンゴン第一医科大学の学長を務めるゾー・ウェイ・ソー医師が、軍事政権を認めない民選議員の結成した連邦議会代表委員会（CRPH）に加担した咎により国家反逆罪で指名手配された。
3月6日、駐日ミャンマー大使館に勤務するウ・アウン・ソー・モー一等書記官とドー・エインドラ・タン二等書記官が選挙に基づかない政権交代をフェイスブック上で公然と批難し、市民不服従運動（CDM）に合流することを宣言。
3月8日、チョー・ズワ・ミン駐英大使は軍事政権の正統性を否定し、アウンサンスーチー国家顧問とウィンミン大統領の解放を公然と要求した。
3月23日、国軍のゾー・ミン・トゥン報道官は記者会見でデモを非難してインターネットの規制などを強めるとし、「中国を含む近隣の5か国と関係を強化し、価値観を共有していく」と述べて欧米の制裁に対抗する姿勢を示した。
3月27日、国軍記念日（1945年に抗日武装蜂起が発生した日）を迎えた当日、軍と市民の衝突が激化。国内40カ所以上で軍による発砲が行われ、100人以上が死亡した。
4月7日、親軍事政権派の在英国ミャンマー大使館付き駐在武官がチョー・ズワ・ミン駐英大使を大使館から閉め出した。
4月9日、国軍のゾー・ミン・トゥン報道官は記者会見を開き、改めて「不正投票は民主主義の侵害であり、民意を嘲笑うものであり、破滅へと導くものである」と念押しした上で「木を育てるためには雑草取りが不可欠であり、もし必要であれば農薬を散布しなければならない」と述べ、抗議者を雑草や虫けらに喩えて暴力的に排除する意向を示した。
遅くとも5月20日までに、駐日ミャンマー大使館が軍事政権の正統性に異を唱えたウ・アウン・ソー・モー一等書記官およびドー・エインドラ・タン二等書記官の外交官資格を剥奪した上で、両書記官を大使館敷地内の住居から閉め出した。
6月16日深夜、サッカー・ワールドカップの予選に出場するために来日していたミャンマーの代表選手ピエ・リヤン・アウンが母国が政情不安になっていることを理由として、大阪府の関西国際空港で帰国の拒否と日本への難民申請を行う意向を示した（事実上の亡命）。
7月26日、軍事政権は2020年総選挙について、自由かつ公正ではなかったとして選挙結果の無効を宣言した。8月1日にはミン・アウン・フラインを暫定首相とする暫定政権（ミャンマー連邦共和国暫定政府）の発足を発表し、同時に再選挙を2023年8月までに実施するとも表明した。

## 経済・通信への影響
クーデター発生直後、国営放送のミャンマーラジオテレビ局(MRTV)は民放系（一部を除く）のテレビとラジオの放送が止まっていると発表。海外のテレビ局もこの影響を受けており、NHKワールドTVなどの国際放送もミャンマー国内では放送が遮断されている。また、インターネットや電話が不通となり、最大都市ヤンゴンなどへの連絡が一切つかなくなった。2021年5月現在はモバイルデータ通信が使用できず、固定回線のみ利用が出来る。
銀行窓口には多くの国民が口座からの引き出しを求めて殺到したため、一部の銀行は窓口業務を停止。現金不足により、引き出しの上限も制限が掛けられている。また、ヤンゴン証券取引所はネットワークの不通を理由に1日の取引を停止した。
夜間外出禁止令により、帰宅時における従業員の安全確保の観点から、ショッピングモールでは午後5時頃から、飲食店でも午後7時頃までに大半が閉店する。
定期便を就航していた全日本空輸の運航便は政情不安による混乱でヤンゴン空港における給油状況確約が出来ないためしばらく欠航後、途中経由地の那覇空港にて那覇=ヤンゴン間往復燃料積載条件で往復那覇経由する事で月数便ではあるが運航を再開し、邦人輸送が行われている。

## 軍事政権への抵抗運動

### NLDなどによる「臨時政府」
国民民主連盟を中心とする連邦議会議員の一部は2月5日に連邦議会代表委員会（CRPH）を設立し、軍事政権への抵抗を試みている。4月16日には「国民統一政府」（NUG）の樹立が発表された。

### 抗議デモ

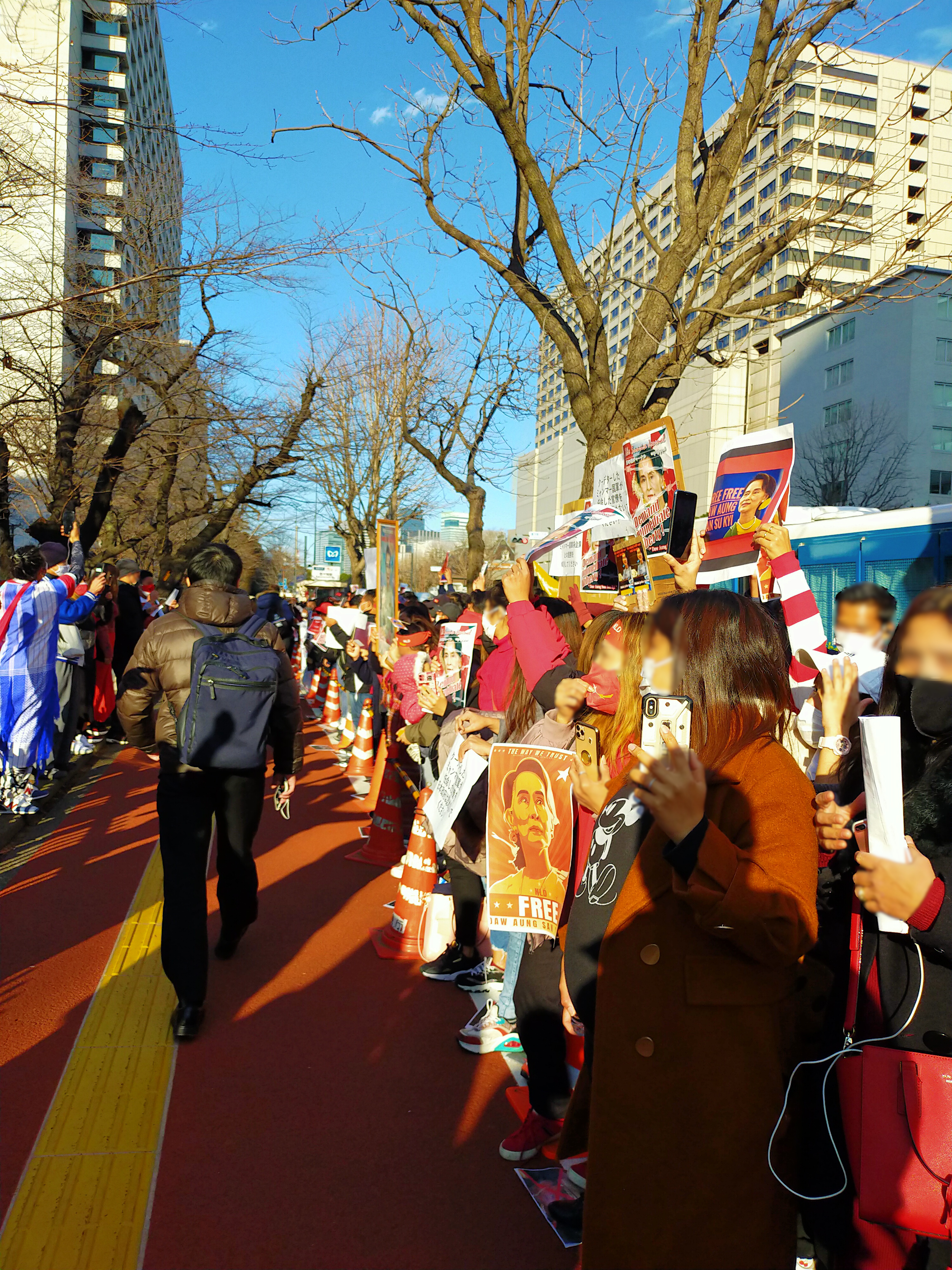
東京の霞ヶ関でアウンサンスーチーの釈放を要求する約3000人の在日ミャンマー人の群衆

2021年2月1日、クーデターが発生し自宅に軟禁されたアウンサンスーチーはフェイスブックにあるNLDの選挙アカウントを通じて、クーデターを受け入れず抵抗するよう国民に訴えた。同日、1000人を超える在日ミャンマー人が日本の東京にある国連大学の前に集結し、クーデターに対する抗議を行った。
2021年2月11日、クーデターを容認する中国に対する抗議活動として、数百人のデモ隊がヤンゴン市内の中国大使館前に集結し、「ミャンマーを支持せよ。独裁者を支持するな」と中国語と英語で書かれたプラカードを掲げて抗議した。また、その後のデモ活動において、デモ隊に対する治安部隊の発砲も行われており、力による弾圧を試みている。

### 情報統制と報道機関
クーデター政権は深夜（午前1時以降）のインターネット接続遮断、検閲、デモ取材中の記者拘束などを行っている。
2月16日からは記者会見も開いているが、対応に不満な記者が全員辞職を表明した『ミャンマー・タイムズ』が2月21日から3か月間の業務停止を決めた。
3月8日、国軍は国内5社の独立系メディアの免許を剥奪した。

## 国際社会の反応
中国、インド、バングラデシュ、インドネシア、マレーシアなどを含む多くの国は政府と軍の対話による平和的解決を奨励し、クーデターに対する懸念を表明した。
タイ、カンボジア、ベトナムはクーデターをミャンマーにおける内政問題と位置づけ、一方の支持を明確に否定した。
アメリカ、日本、ドイツ、イギリス、フランス、カナダ、イタリア、韓国、オーストラリア、スペイン、トルコ、スウェーデン、ニュージーランド、およびネパールは、クーデターを発起した軍側を非難し、アウンサンスーチーなど拘束された政府要人の解放を求めた。
- 国際連合 - アントニオ・グテーレス事務総長はアウンサンスーチーらの身柄を拘束したことを強く非難し、即時釈放を要求。総選挙の結果を尊重し、民主化プロセスを回復するよう主張[46]。
- アメリカ合衆国 - アントニー・ブリンケン国務長官は全員を釈放するよう要求[19]。ジェン・サキ大統領報道官は、選挙結果を変えようとする試みやミャンマーの民主化移行を妨げる動きに反対すると表明[16]。ジョー・バイデン大統領は大統領令14014号に署名し、国軍幹部らに制裁を課した[51]。
- イギリス - ボリス・ジョンソン首相はクーデターと、アウンサンスーチーらを不当に拘束したと非難。総選挙結果を尊重するよう主張[52]。
- 欧州連合 - シャルル・ミシェル欧州理事会議長とウルズラ・フォン・デア・ライエン欧州委員会委員長はクーデターを非難し、身柄を拘束された要人を即時釈放し総選挙結果を尊重するよう要求[53]。
- オーストラリア - マリス・ペイン（英語版）外相はミャンマー国軍に対し、法治主義の尊重と法的手段による紛争の解決、不法に拘束された全員を即時釈放するよう要求[19]。
- 中国 - 外交部の華春瑩報道局長はクーデターに中国が関与していると現地で非難されていることについて疑惑を否定した[54]。また、汪文斌副報道局長は、憲法に基づいて意見の相違を乗り越え政治と社会の安定が守られるよう希望するとの見解を表明。クーデターそのものは非難せず、中国はミャンマーの友好的な隣国と明言[55]。
- 日本 - 加藤勝信内閣官房長官は、当事者に対し平和裏の解決を要請。現地大使館を通じてミャンマーの在留邦人に注意喚起を行ったと発表[56]。茂木敏充外相は談話で民主化プロセスが損なわれることに重大な懸念を表明[57]。また、民間人の抗議デモに対する発砲について、加藤官房長官は「平和的に行われるデモ活動に対し、銃を用いた実力行使がなされることは許されない」と非難した。
- タイ - プラユット・チャンオチャ首相らが2月24日、クーデター政権閣僚として初の外国訪問となったワナ・マウン・ルイン外相と会談した。タイ訪問中だったインドネシア外相も会談に応じた[8]。